# Sveučilište u Zadru
Sveučilište u Zadru (Universitas Studiorum Jadertina) je hrvatsko sveučilište sa sjedištem u Zadru.

## Povijest
Generalno filozofsko-teološko učilište dominikanskog reda u Zadru osnovano je još daleke 1396. godine kao najstarije od hrvatskih sveučilišta, odnosno kao prvo sveučilište na prostoru današnje Hrvatske, koje je djelovalo do 1807. godine (kad su ga ukinule okupacijske francuske vlasti; koje su ubrzo potom u Zadru osnovale tzv. Licej, s visokoškolskom nastavom iz područja kirurgije, medicine, kemije i prava - da bi zbog lošeg stanja financija u fracuskom imperiju taj studij bio ukinut 1811. god.). Od tada su u Zadru djelovale pojedine ustanove visokog školstva, sve do osnivanja obnovljenog Sveučilišta u Zadru 2002. godine.
Tradicija duža od 600 godina (osnivač vrhovni Poglavar dominikanskog reda Raimund de Vineis iz Capue, a izvršitelj fra Ivan iz Drača) svrstava ga u red najstarijih sveučilišnih gradova Europe (Padova 1222., Pariz 1229., Cambridge, Barcelona, Perpignan 1303., Canterbery 1320., Prag 1348., Beč 1365. itd.), odnosno u vrijeme osnivanja drugih europskih sveučilišta.
Godine 1955. osnovan je, a 1956. započeo s radom Filozofski fakultet u Zadru kao dio Sveučilišta u Zagrebu, u čijem je sastavu ostao 19 godina. To je ujedno prva visokoškolska ustanova izmještena iz Zagreba, tada jedinog sveučilišnog grada u Hrvatskoj, a po broju odsjeka, nastavnika i studenata, najveće visoko učilište na hrvatskom Jadranu. Od 1975. djelovao je u sastavu Sveučilišta u Splitu kao njegova najveća ustanova. U 2002. godini, 46 godina nakon osnivanja, Filozofski fakultet u Zadru imao je 16 odsjeka i 17 različitih studijskih grupa, 6 poslijediplomskih studija, izvanrednim i dopunskim studijima s ukupno oko 3400 studenata (s apsolventima). Broj zaposlenika je bio 240, od čega je 180 nastavnika i suradnika (te još 60 vanjskih suradnika, uključujući i strane lektore).
Godine 1961. osnovana je i Pedagoška akademija (1979. pripojena Filozofskom fakultetu). Godine 1998. iz Filozofskog fakulteta u Zadru izdvojena je Visoka učiteljska škola. Osnivanjem Sveučilišta ove ustanove sa studentskim centrom transformirane su u 16 sveučilišnih odjela i studentski centar.
Obnova Sveučilišta u Zadru započela je otkrićem dominikanca o. Stjepana Krasića da je u Zadru 1396. osnovano sveučilište te je1994. Fakultetsko vijeće Filozofskog fakulteta u Zadru imenovalo povjerenstvo koje je izvodilo podlogu za sveopću raspravu o osnivanju Sveučilišta. Na proslavi 600-te obljetnice prvog sveučilišta na tlu Hrvatske, 1996. u Zadru, predstavnici Ministarstva znanosti i tehnologije Republike Hrvatske, Rektorskog zbora Republike Hrvatske, Filozofskog fakulteta u Zadru, Grada Zadra, Zadarsko-kninske županije i Nadbiskupije Zadarske, uz predstavnike HAZU, MH i Europske zajednicem aklamativno su izrazili volju i težnju za osnivanjem (obnovom) Sveučilišta u Zadru te zauzeli zajednički stav o potrebi pokretanja inicijative za osnivanjem Sveučilišta u Zadru.
Godine 1998. izrađen je Prijedlog rješavanja prostornih problema visokog školstva u Zadru s osnovama za ustrojavanje Sveučilišta u Zadru (D. Magaš), a 2001., pod vodstvom dekana Filozofskog fakulteta u Zadru, Damira Magaša (2000. – 03.), izrađen je Elaborat o osnivanju Sveučilišta u Zadru. Hrvatski sabor RH donio je Zakon o osnivanju Sveučilišta u Zadru, 4. srpnja 2002. Privremeni rektor, prof. dr. sc. Damir Magaš imenovan je 5. rujna 2002. od strane Vlade Republike Hrvatske.
Sveučilište u Zadru prvo je integrirano sveučilište u Republici Hrvatskoj. Prva sjednica Senata Sveučilišta održana je 25. ožujka 2003. kada je donijet i Statut kojim je definirano prvih 16 sveučilišnih odjela. Prvi rektor Sveučilišta u Zadru u mandatu 2003. – 2007. bio je njegov utemeljitelj, prof. dr. sc. Damir Magaš, uređene su zgrade sveučilišta, obnovljena sveučilišna kapela Sv. Dimitrija, povećan broj odjela na 20, broj zaposlenika na 400, od čega nastavnika preko 300, te studenata na 5500. Sveučilište je postalo članom više međunarodnih sveučilišnih zajednica, otvorilo više doktorskih studija i velik broj znanstvenih projekata. Godine 2007. za rektora je izabran prof. dr. sc. Ante Uglešić, dotadašnji prorektor. Do konca 2015. broj sveučilišnih odjela povećan je na 25, broj zaposlenika na oko 600, a broj studenata na oko 6000. Od akademske godine 2015./2016. rektorica Sveučilišta u Zadru je prof. dr. sc. Dijana Vican.

## Obrazovni ustroj

### Odjeli
Danas je Sveučilište u Zadru najveće potpuno integrirano sveučilište u Republici Hrvatskoj, s 26 sveučilišnih odjela:
1. Odjel za anglistiku
2. Odjel za arheologiju
3. Odjel za ekologiju, agronomiju i akvakulturu
4. Odjel za ekonomiju
5. Odjel za etnologiju i antropologiju
6. Odjel za filozofiju
7. Odjel za francuske i frankofonske studije
8. Odjel za geografiju
9. Odjel za germanistiku
10. Odjel za hispanistiku i iberske studije
11. Odjel za informacijske znanosti
12. Odjel za izobrazbu učitelja i odgojitelja
  1. Odsjek za predškolski odgoj
  2. Odsjek za razrednu nastavu
13. Odjel za klasičnu filologiju
14. Odjel za kroatistiku i slavistiku 
  1. Odsjek za hrvatski jezik i književnost
  2. Odsjek za ruski jezik i književnost
15. Odjel za lingvistiku
16. Odjel za nastavničke studije u Gospiću
17. Odjel za pedagogiju
18. Odjel za povijest
19. Odjel za povijest umjetnosti
20. Odjel za psihologiju
21. Odjel za sociologiju
22. Odjel za talijanistiku
23. Odjel za turizam i komunikacijske znanosti
24. Odjel za zdravstvene studije
25. Pomorski odjel
26. Teološko-katehetski odjel

### Centri za visokostručni ili nastavni rad
Za organiziranje i promicanje znanstveno-istraživačkog rada Sveučilište je, kao zasebne ustrojbene jedinice, ustrojilo četiri znanstveno-istraživačka centra: 
- Centar za jadranska onomastička istraživanja
- Centar Stjepan Matičević
- Centar za istraživanje krša i priobalja
- Centar za interdisciplinarno istraživanje mora i pomorstva (CIMMAR)

Osim toga, na Sveučilištu djeluju i dva centra za nastavni rad:
- Centar za tjelovježbu i studentski sport
- Centar za strane jezike

## Vanjske poveznice
- Sveučilište u Zadru
- Sveučilište u Zadru: o nama (povijesni pregled visokog školstva u Zadru)
- Sveučilište u Zadru Hrvatska tehnička enciklopedija, portal hrvatske tehničke baštine. LZMK

- O pisanju povijesti (prof. dr. sc. Pavao Mikić)